# Rectrice (plume)
Pour les articles homonymes, voir Rectrice.

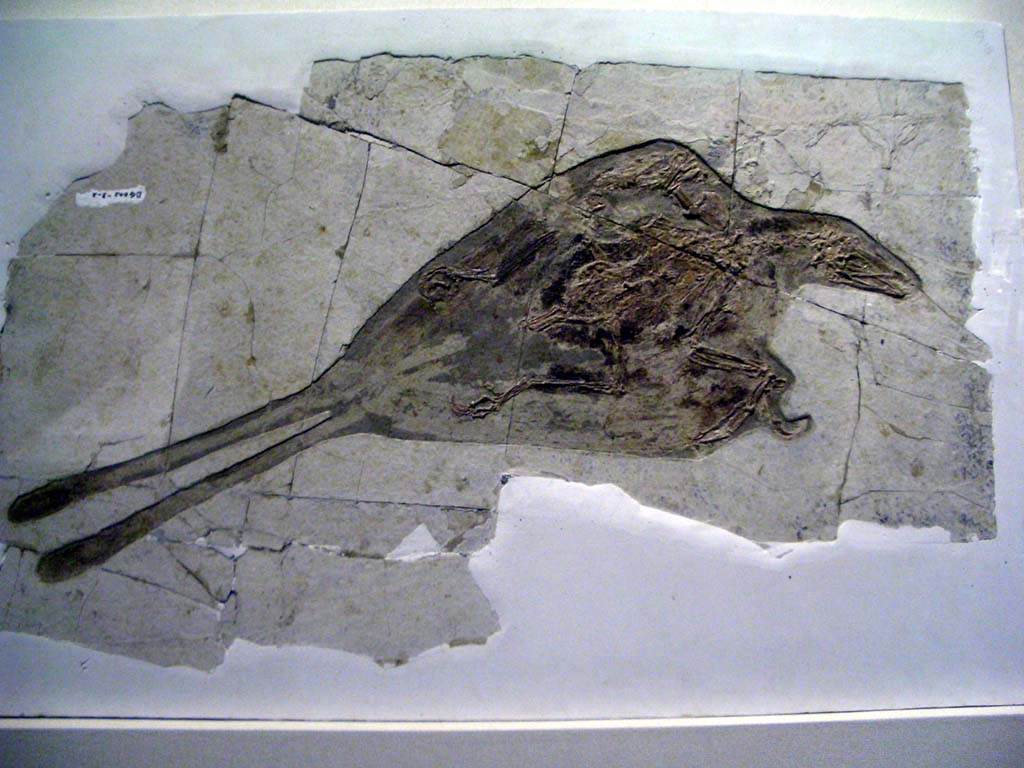
Deux grandes rectrices du fossile d'un Confuciusornis

Les rectrices (du latin rectrix, « qui dirige ») sont les plumes caudales d'un oiseau. Certains oiseaux, comme les pailles-en-queue, sont réputés pour leurs longues rectrices centrales. C'est un dispositif fort ancien puisque l'Archaeopteryx possède aussi des rectrices sur sa queue.

## Anatomie

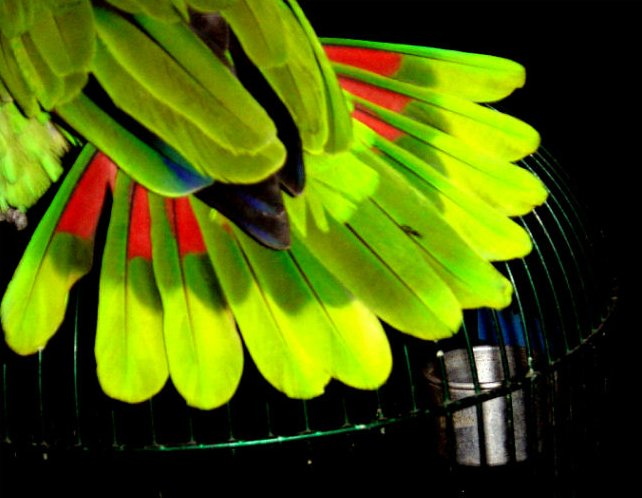
rectrice d'un Psittacidae

Suivant la convention de numérotation des plumes, les rectrices sont notées R. Elles sont numérotées de part et d'autre du centre vers l'extérieur. Ces plumes à gauche ou à droite sont asymétriques. Il n'y a qu'une rangée de plume implantée sur la ptérilie de queue.
Seule la paire centrale est fixée par des ligaments à l'os caudal, le reste des rectrices sont fixées au pygostyle et à la structure complexe de graisse et de muscles qui l'entourent.
La plupart des espèces possèdent six rectrices, mais certains grèbes et les ratites n'en ont pas et elles sont très réduites chez les Spheniscidae. De nombreux Tetraonidae en ont plus de douze, nombre qui varie suivant les individus. Le nombre de rectrices chez les pigeons domestiques varie aussi beaucoup en fonction des variétés du fait des sélections effectuées par les éleveurs.

## Vol
Pour les espèces capables de voler, les rectrices jouent le rôle d'aérofrein pour l'atterrissage. Pour fonctionner à cette fin, elles doivent s'écarter les unes des autres latéralement, ce qui fait que ces plumes s'usent souvent plus vite que les autres par frottement. Elles aident aussi aux manœuvres de vol.

## Sélection sexuelle

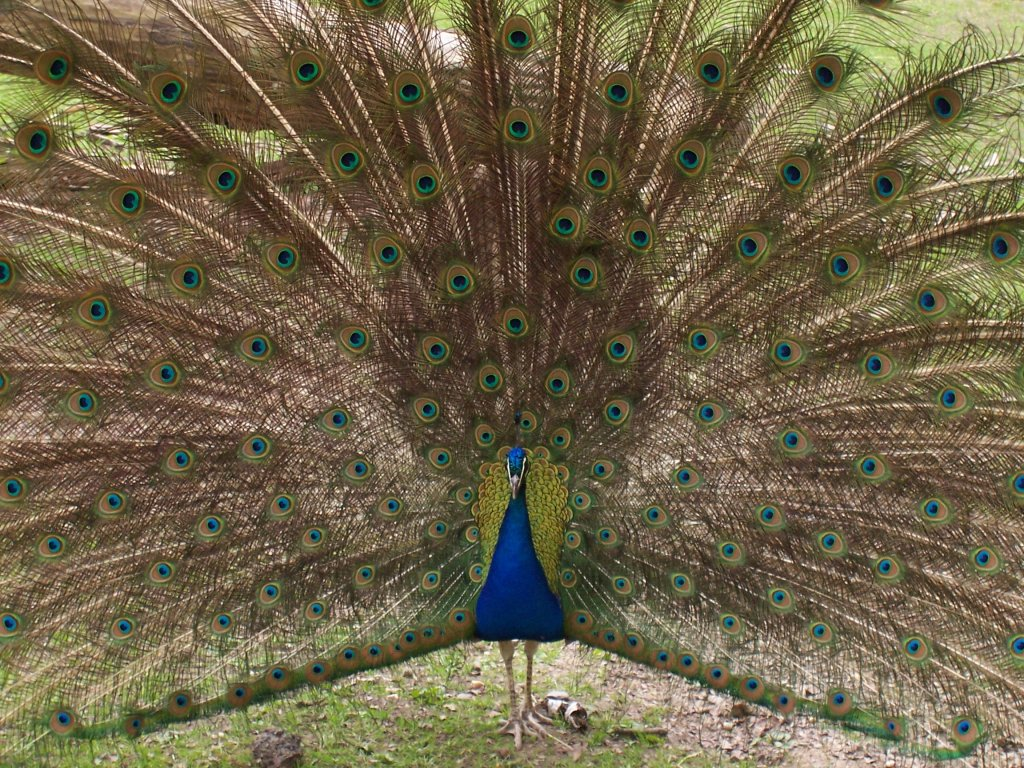
Parade sexuelle du paon bleu

Chez de nombreuses espèces, les rectrices forment un caractère sexuel secondaire. Elles sont plus grandes et plus colorées chez les mâles. Les paons, par exemple, redressent leurs rectrices pendant la parade sexuelle pour se mettre en valeur. 
En outre, comme pour toutes les autres plumes, on sait que les femelles de certaines espèces au moins évaluent la teinte du plumage des mâles qu'elles choisissent.

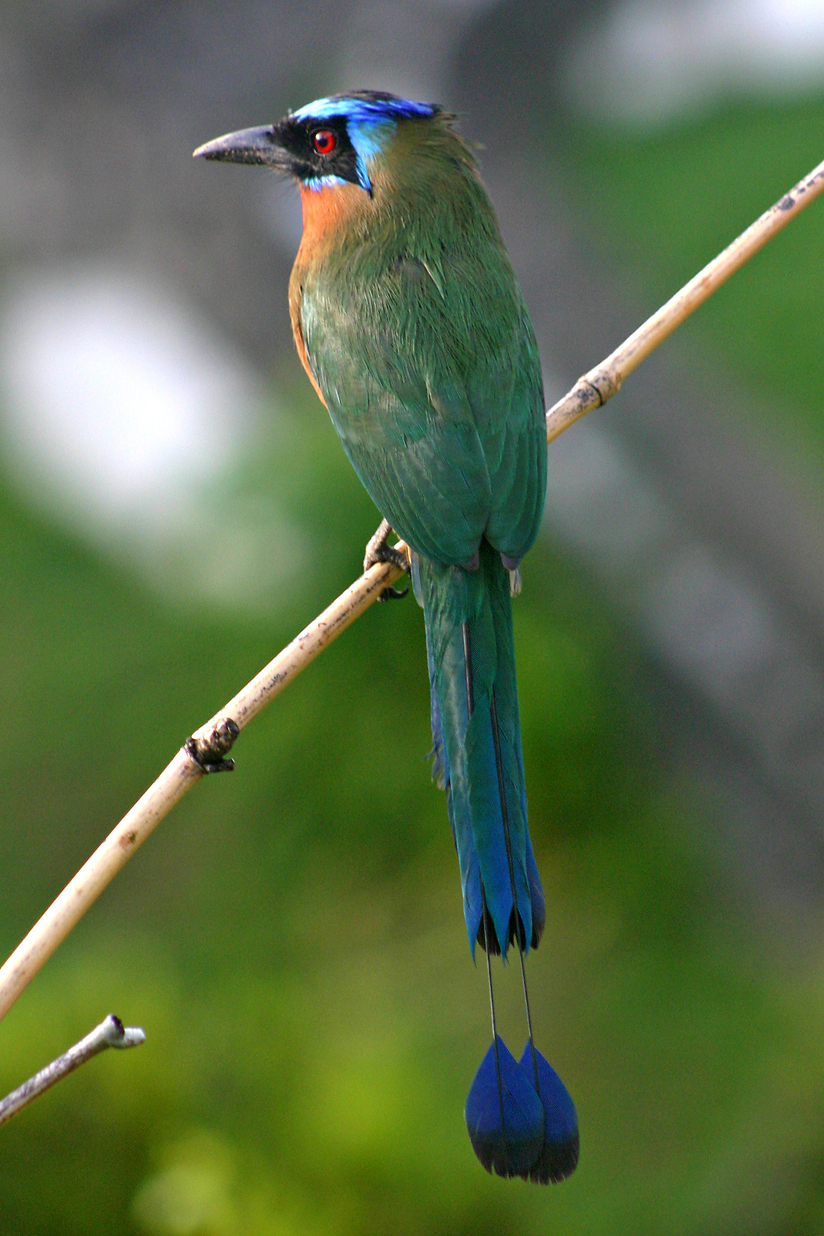
Le Motmot houtouc possède deux rectrices terminées par des palettes.

Les palettes caudales sont une convergence évolutive. On les retrouve par exemple chez le Loddigésie admirable qui est un oiseau-mouche, le Motmot houtouc et le genre éponyme des Palettes appartenant à la famille des Psittacidae.

## Autres fonctions
Les Picinae s'appuient sur leur queue pour amortir leurs coups de tête dans les troncs qu'ils creusent. Ces plumes servent de ressort et aident ces oiseaux à relancer le mouvement de la tête pour frapper à nouveau.
Les Ocelles du paon sont un mécanisme auto-mimétique[réf. nécessaire].

## Galerie

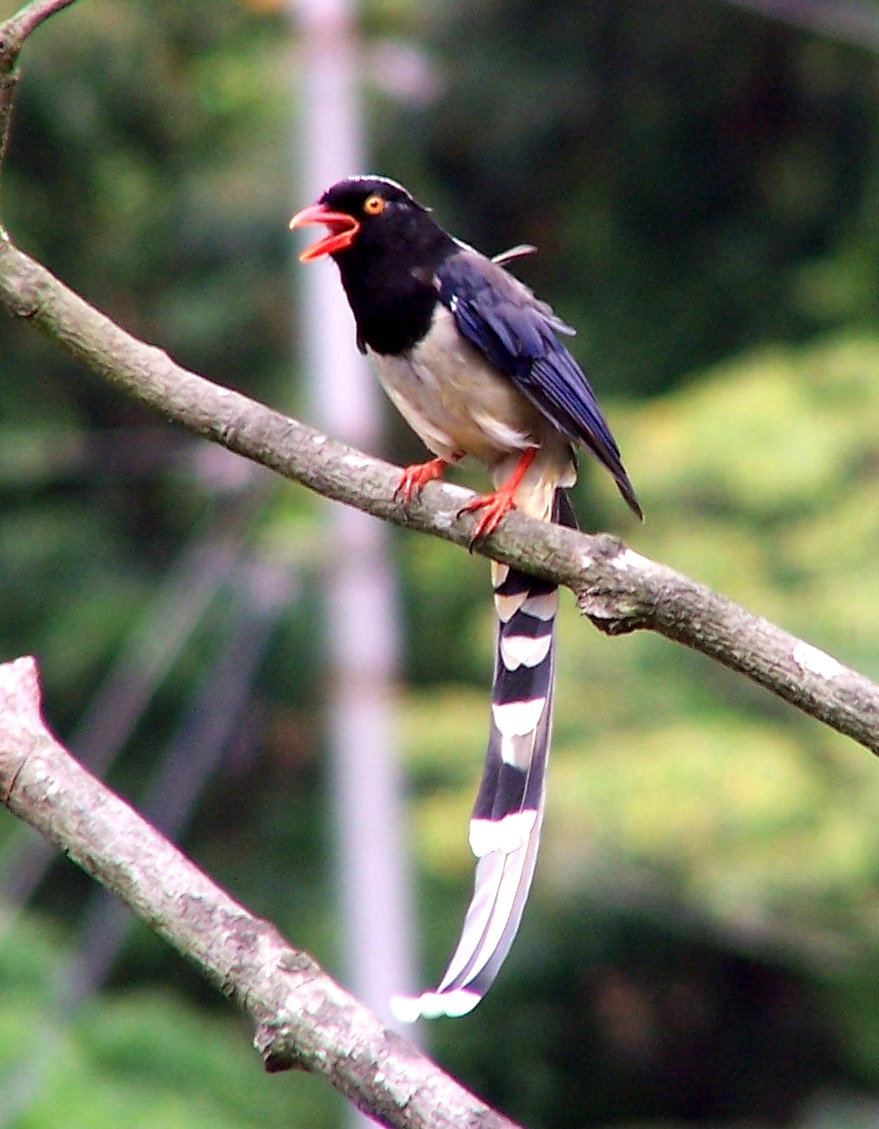
Pirolle à bec rouge, un Corvidae
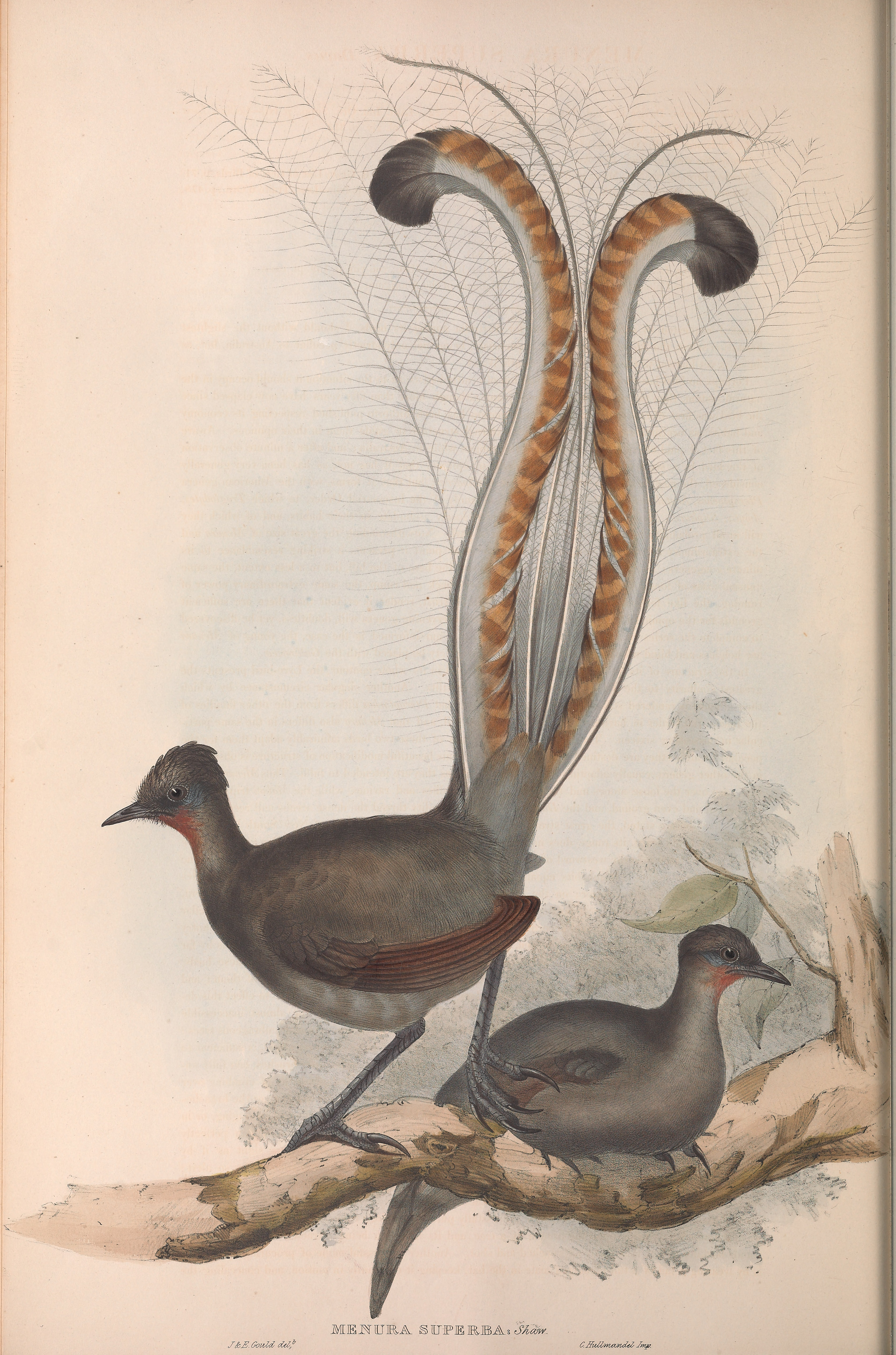
Couple de ménures superbes
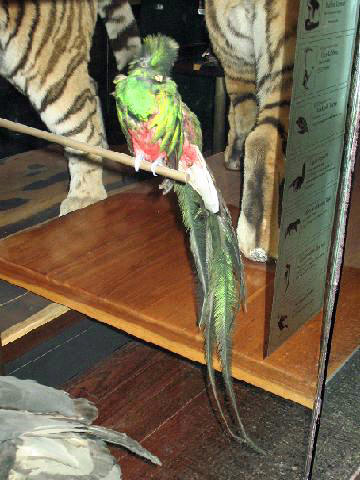
Quetzal resplendissant
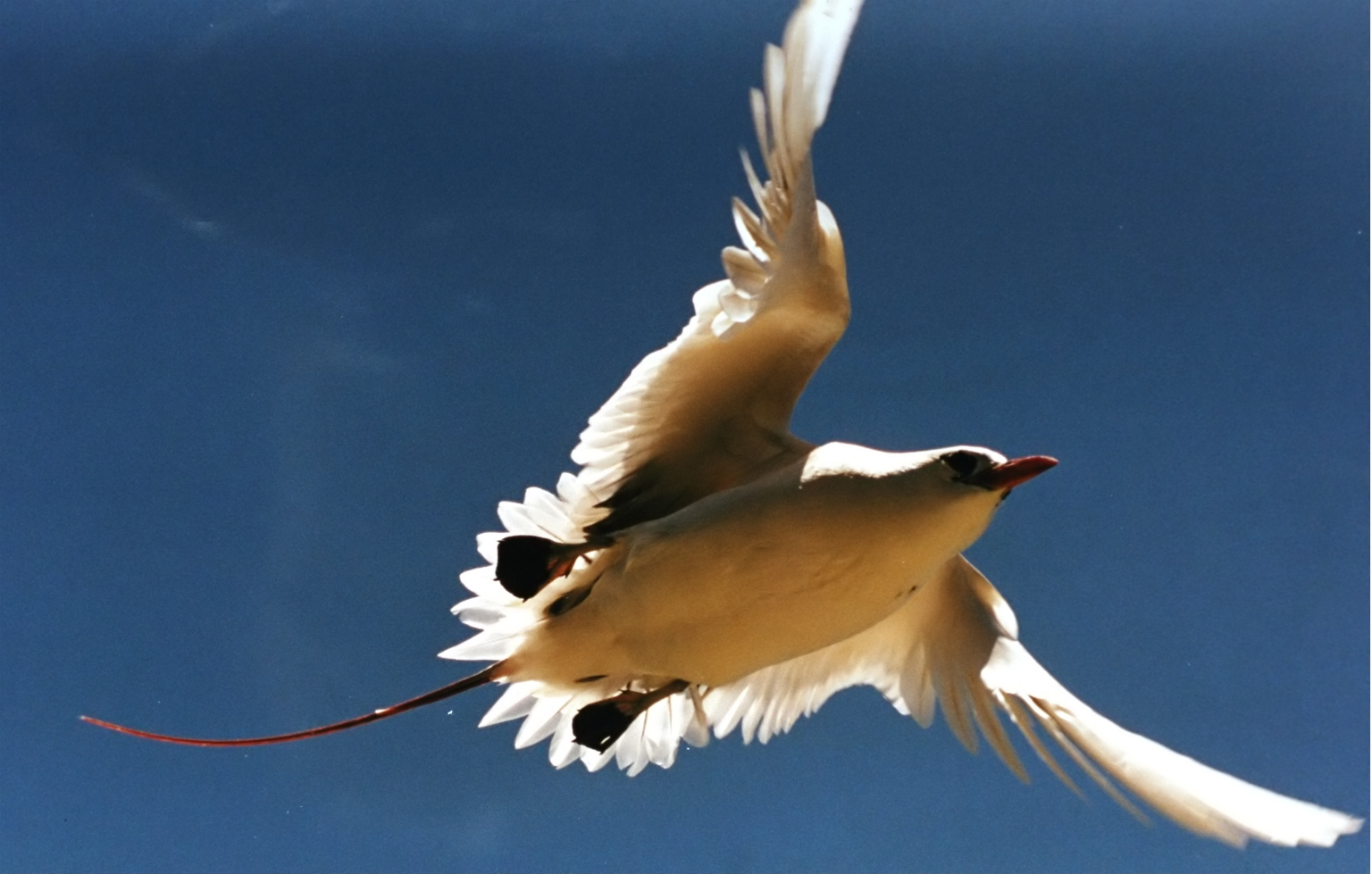
Phaéton à brins rouges sur les îles Midway
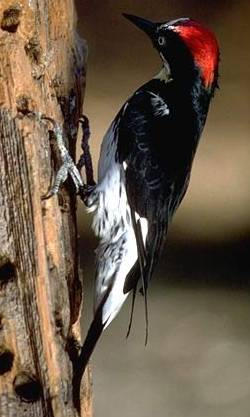
Pic glandivore s'appuyant sur sa queue